# 스테판 바카워비츠
스테판 바카워비츠(폴란드어: Stefan Bakałowicz, 1857년 10월 17일 ~ 1947년 5월 2일)는 러시아 제국에서 유명한 바르샤바 출신의 폴란드 화가였다. 그는 고대 로마를 주제로 한 그림으로 유명했다. 1936년부터 폴란드 예술가 협회 "The Capitol"의 권위자였다.

## 갤러리

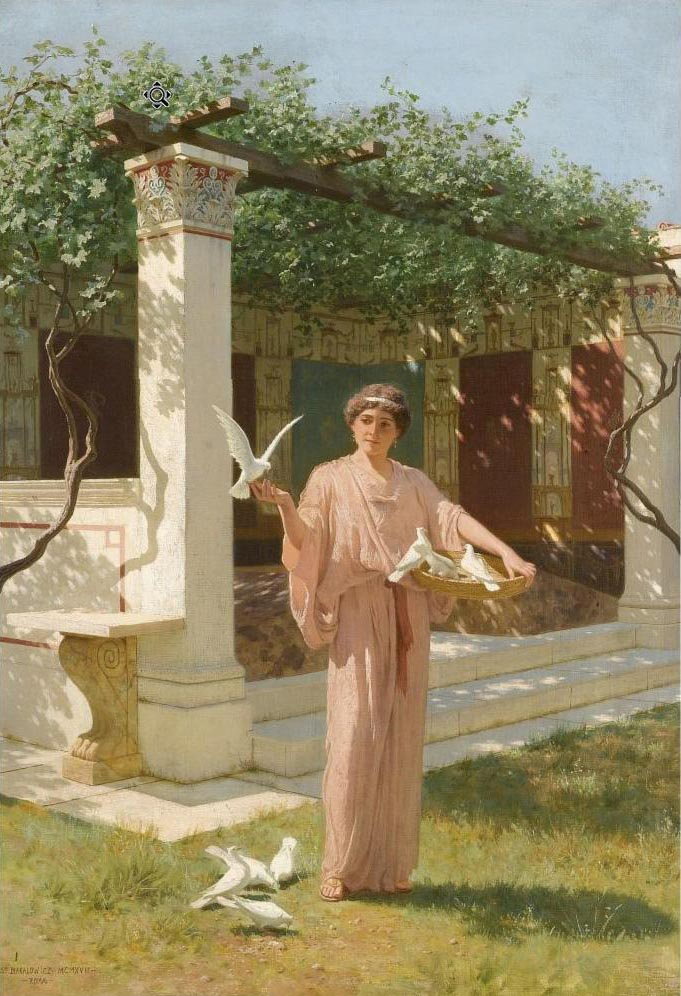
비둘기에게 먹이를 주다
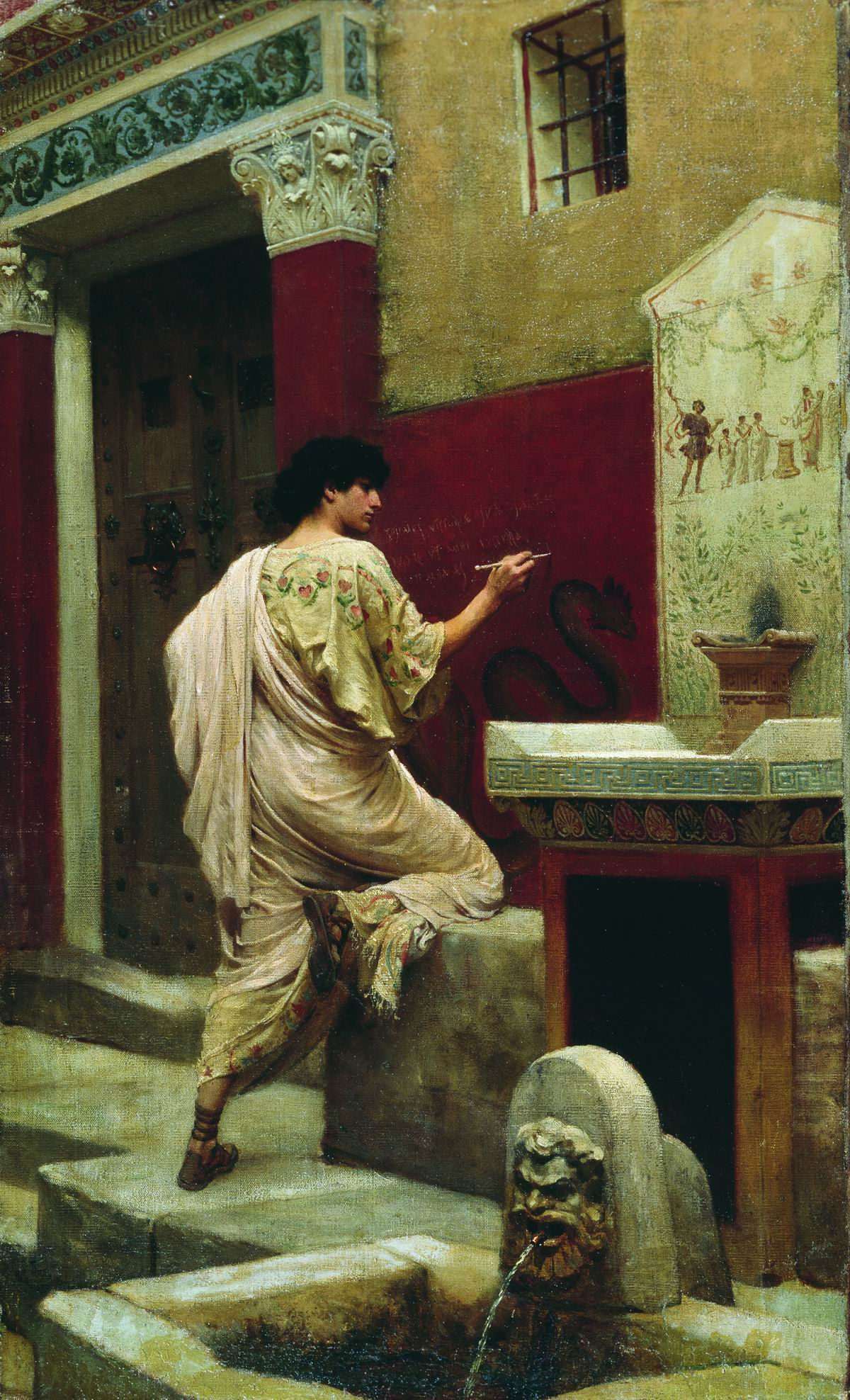
폼페이 성벽에서
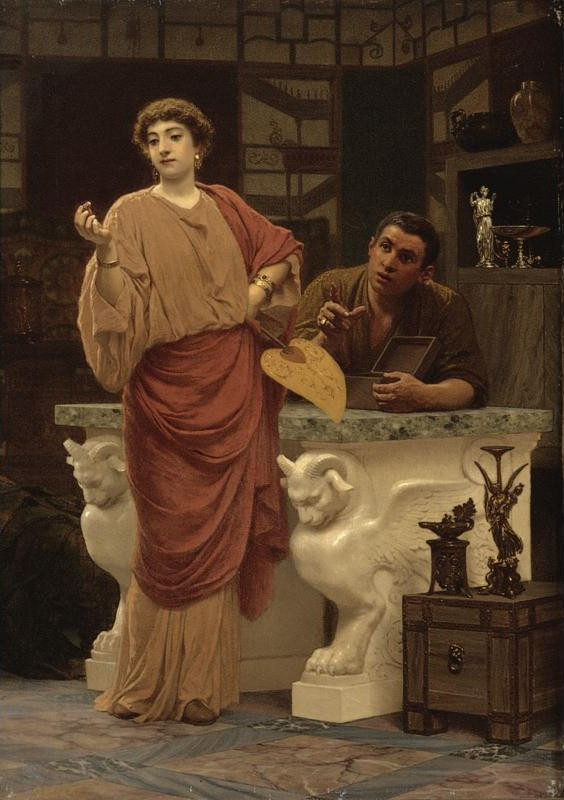
조금의 사치
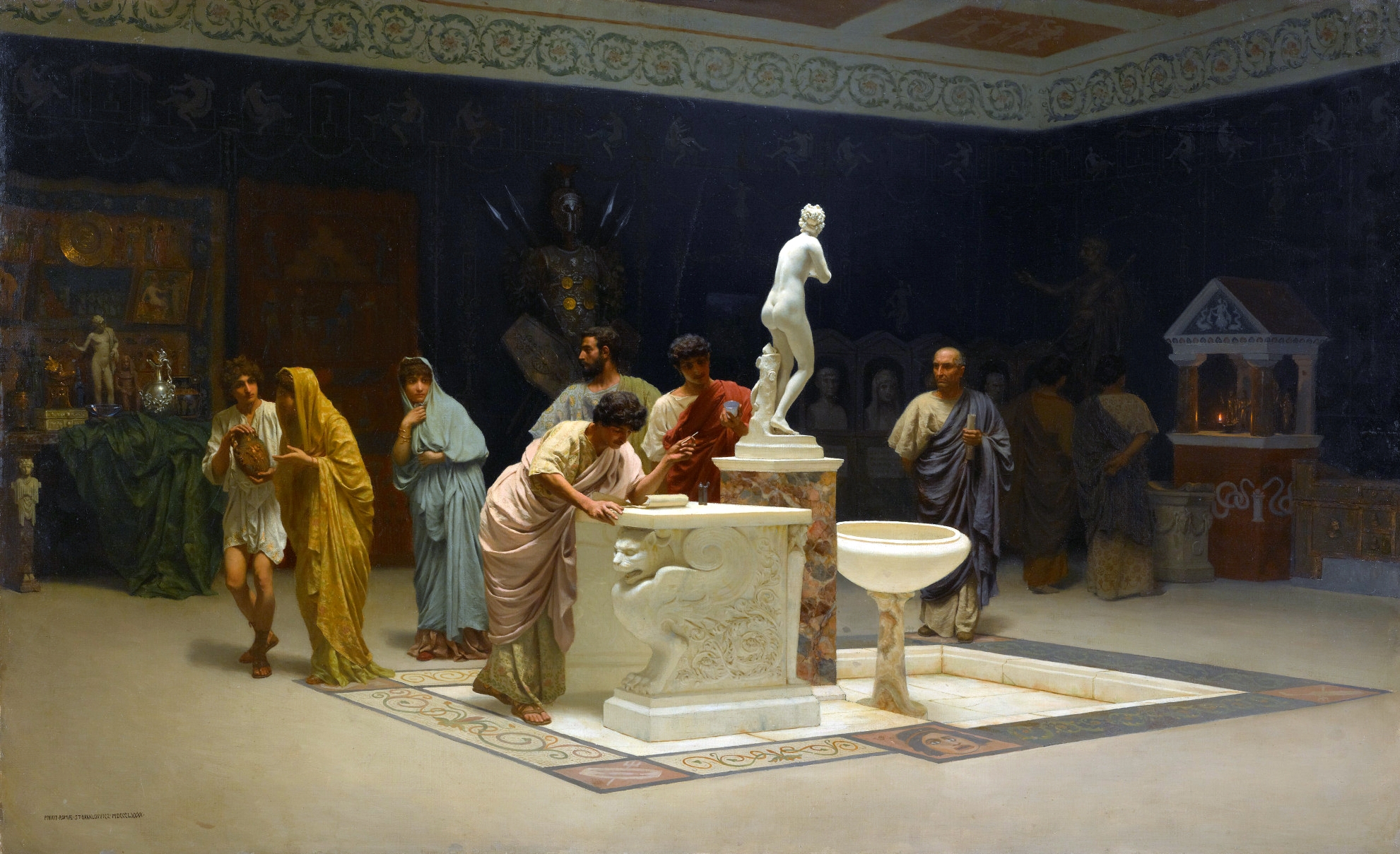
마이케나스 리셉션 룸
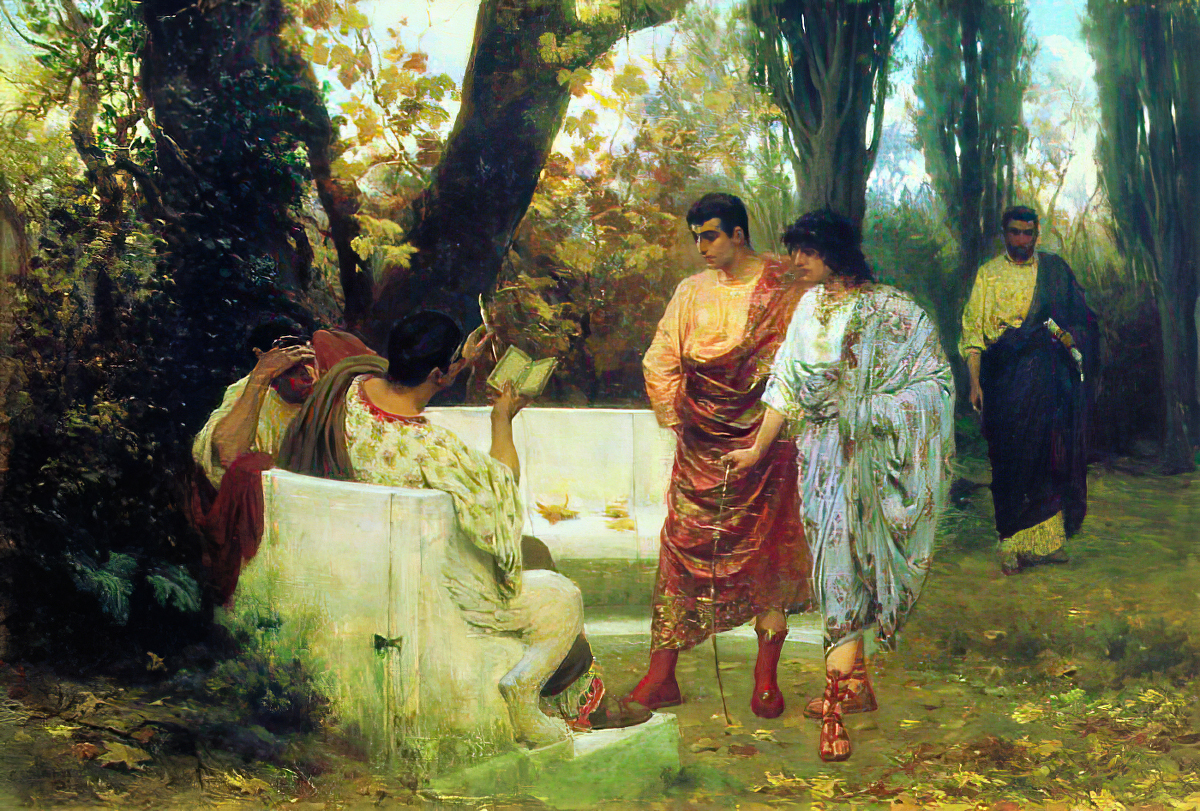
카툴루스